# 草地百蕊草
草地百蕊草（学名：Thesium orgadophilum）为檀香科百蕊草属下的一个种。

## 扩展阅读
- 維基物種上的相關：草地百蕊草